# ایان ویلموت
ایان ویلموت (انگلیسی: Ian Wilmut؛ زادهٔ ۷ ژوئیهٔ ۱۹۴۴ – درگذشتهٔ ۱۰ سپتامبر ۲۰۲۳) دانشمند رویان‌شناس اهل بریتانیا بود. وی در سال ۱۹۹۶ توانست به‌عنوان نخستین فرد با استفاده از روش کلون کردن از یاخته‌های سوماتیک، گوسفند دالی را به‌وجود بیاورد و به پاس همین تحقیقات در سال ۱۹۹۹ توسط انجمن سلطنتی به رتبه امپراتوری بریتانیا دست یافت و در سال ۲۰۰۸ لقب شوالیه را دریافت کرد.